# Аеродром Клагенфурт
Аеродром Клагенфурт (IATA: KLU, ICAO: LOWK) налази се у близини Клагенфурта, и шести је по величини у Аустрији. 

## Историја
Основан је 1914. и у првих 11 година, аеродром је служио у војне сврхе а 17. маја 1925., отвара се за јавни саобраћај да би 1927. године, имао редовне летове за Венецију, Беч и Љубљану. 

## Власничка структура
Структура власништва у компанији је следећа:
- 80% - Carinthian Landesholding
- 20% - град Клагенфурт

## Авио-компаније и одредишта
Следеће авио-компаније нуде редовне и чартер летове током целе године и сезонске летове на аеродрому Клагенфурт:
| Airlines          | Destinations                                          |
| ----------------- | ----------------------------------------------------- |
| Avanti Air        | Seasonal charter: Paros                               |
| Austrian Airlines | Vienna Seasonal: Hamburg                              |
| Eurowings         | Seasonal: Cologne/Bonn (resumes 2 May 2025)           |
| Ryanair           | London–Stansted Seasonal: Alicante, Palma de Mallorca |
| Sky Alps          | Seasonal: Hannover (begins 1 May 2025)                |

## Статистика
|                                                   | Број путника | Промена |
| ------------------------------------------------- | ------------ | ------- |
| 1980                                              | 82,151       | -       |
| 1990                                              | 148,062      | 80.23%  |
| 2000                                              | 235,503      | 59.06%  |
| 2005                                              | 522,697      | 121.95% |
| 2010                                              | 425,933      | -18.51% |
| 2011                                              | 375,307      | -11.89% |
| 2012                                              | 279,045      | -25.65% |
| 2013                                              | 258,421      | -7.39%  |
| 2014                                              | 224,846      | -12.99% |
| 2015                                              | 227,625      | 1.24%   |
| 2016                                              | 193,709      | -14.90% |
| 2017                                              | 216,905      | 11.97%  |
| 2018                                              | 228,372      | 5.29%   |
| 2019                                              | 209,278      | 8.36%   |
| Извор: званична веб страница аеродрома Клагенфурт |              |         |